# الأسدية (الحسكة)
الأسدية أو تل ذياب غربي، هي قرية سورية تابعة لناحية أبو رأسين ، منطقة رأس العين بمحافظة الحسكة، تبعد 9 كلم جنوب غرب مدينة رأس العين يعيش معظم سكانها على الزراعة، يوجد فيها مطار زراعي صغير الحجم لرش المبيدات ومستودعات لحفظ المواد الزراعية تحت رعاية جمعية الفلاحين، سميت بهذا الاسم نسبة إلى حافظ الأسد.

## السكان
إجمالي عدد سكان هذه القرية لا يتجاوز 300 شخص المقيمين في القرية، ويدينون بالديانة اليزيدية.
‌